# تشانغ كانغ شي
تشانغ كانغ شي (بالصينية: 张康之) من مواليد 12 اغسطس 1957، في محلية تونغشان، مقاطعة جيانغسو، الصين. هو واحد من اثنين حائزين على جائزة تشانغجانغ في تخصص الإدارة العامة، وهو أستاذ لطلبة الدكتوراه في قسم الإدارة العامة في جامعة رينمين الصينية، وأستاذ مساعد في مركز أبحاث الإدارة العامة بجامعة صن يات سين، ومدير دائم للمجلس الخامس لجمعية الإدارة العامة الصينية، وأستاذ زائر، وأستاذ متميز، وأستاذ مساعد في العديد من الجامعات الأخرى.

## الحياة المهنية
درس في قسم الفلسفة في جامعة نانجينغ، وفي كلية الدراسات الماركسية في جامعة رينمين الصينية، وفي قسم الفلسفة في جامعة رينمين الصينية. ودرّس في القسم النظري في كلية الشمال الغربي للسياسة والقانون، وفي كلية الدراسات الماركسية في جامعة رينمين الصينية، وقسم الإدارة العامة في جامعة رينمين الصينية. حصل على درجة الدكتوراه في الفلسفة من جامعة رينمين الصينية عام 1995، وحصلت أطروحة الدكتوراه الخاصة به على أول جائزة وطنية لأطروحة الدكتوراه الممتازة. دَرَسَ في مجالات الماركسية الغربية والأخلاق الإدارية، وركز في دراساته على الفلسفة الإدارية والثقافة الإدارية ونظرية التنظيم. وهو المخطط الرئيسي لـ «اقتراح إنشاء تعليم درجة الماجستير في الإدارة العامة في الصين»، وقد تم تقديم المقترح إلى لجنة التعليم الحكومية من قبل جامعة رينمين الصينية في عام 1996. وقد نشر أكثر من 400 ورقة بحثية في مجلات مثل العلوم الاجتماعية في الصين، ومجلة جامعة رينمين الصينية، وإدارية تريبيون، والبحث الأكاديمي، وغيرهن. وقد نشر أكثر من عشرة كتب، ألف وحرر ثلاث مواد تعليمية، وقد حصدت بعض أعماله بعض الجوائز مثل جائزة وو يوتشانغ، جائزة برنامج الخمسة الاوائل لقسم الدعاية للجنة المركزية للحزب الشيوعي الصيني، جائزة الكتاب المميز في منطقة شرق الصين، ومرات عديدة على جائزة الإنجازات المتميزة في البحث العلمي في جامعة رنمين الصينية.
يُعد واحد من أكثر العلماء المبدعين في الصين، وله تأثير خاص في مجالات النقاش في نماذج الإدارة العامة» والدعاية والمصلحة العامة. وهو مبتكر مفهوم «الحكومة الموجهة نحو الخدمة» في الصين (بالصينية: 服务型政府)، والذي له تأثير واضح على حركة «بناء الحكومة الموجهة نحو الخدمة» للحكومة الصينية. أثار كتابه «بحثًا عن منظور أخلاقي للإدارة العامة» الأوساط الأكاديمية الصينية في الإدارة العامة، واعتبر «يفتح منظورًا جديدًا لبحوث الإدارة العامة، وهو مهم جدًا لمزيد من تطوير الإدارة العامة الصينية»، و«لا بد أن يكون أحد الأعمال الكلاسيكية في الإدارة العامة في المستقبل».

## أعماله

### كتب
- الكلية واليوتوبيا: فئة كلية الماركسية الإنسانية، مطبعة جامعة الرينمين الصينية، 1998/2007 (مجموعة جيلين للنشر)
- في البحث عن منظور أخلاقي للإدارة العامة، مطبعة جامعة الصين رينمين، 2002
- أخلاقيات الإدارة العامة، مطبعة جامعة رينمين الصينية، 2003
- الفلسفة والأخلاق في الإدارة العامة، مطبعة جامعة الرينمين الصينية، 2004
- السرد التاريخي للإدارة الاجتماعية، مطبعة جامعة الرينمين الصينية، 2005
- مفاهيم وآفاق الأخلاق الإدارية، مطبعة جامعة الصين رينمين، 2008

### كتب منهجية
- تشانغ كانغ شي، تشانغ تشانغ ولي تشوان جون، الإدارة العامة، مطبعة العلوم الاقتصادية، 2002
- تشانغ كانغ شي، واخرون، مقدمة عن الإدارة العامة، مطبعة العلوم الاقتصادية، 2003
- تشانغ كانغ شي ولي تشوان جون، دورة الأخلاق الإدارية، مطبعة جامعة رينمين الصينية، 2004/2009
- تشانغ كانغ شي ولي تشوان جون، الأخلاق الإدارية، مطبعة جامعة الإذاعة والتلفزيون المركزية، 2004
- تشانغ كانغ شي ولي تشوان جون، المبادئ العامة للإدارة، مطبعة جامعة رينمين الصينية، 2005
- تشانغ كانغ شي ولي تشوان جون، الإدارة العامة، مطبعة جامعة بكين، 2007